# Ламбринос Вранас
Ламбринос Вранас (на гръцки: Λαμπρινός Βρανάς) е гръцки революционер, деец на гръцката въоръжена пропаганда в Македония от началото на XX век.

## Биография
Ламбринос Вранас е роден в Каликратис, остров Крит. На 13 юни 1903 година преминава гръцко-турската граница и навлиза в Македония с подготвената от Георгиос Цондос чета, в която са и другите критяни Георгиос Перос, Евтимиос Каудис, Георгиос Диконимос, Георгиос Сейменис, Георгиос Зуридис, Георгиос Стратинакис, Евстратиос Бонатос, Манусос Катунатос и Николаос Лукакис. Заедно с Германос Каравангелис развиват пропаганда в Костурско и Леринско. След избухването на Илинденско-Преображенското въстание дават сражение на българска чета на ВМОРО при Влахоклисура, а по-късно участват в опожаряването на Косинец. След това всичките критяни, без убития Георгиос Сейменис, се изтеглят от Македония, за да се завърнат през следващата 1904 година.
Ламбринос Вранас участва в сражението при Статица, в което на 13 октомври 1904 е убит Павлос Мелас.
На 17 май 1905 година на път за Мариово четата на Ламбринос Вранас е предадена от местни българи и е обградена от турски аскер в Бел камен, андартите решават да се предадат, но вследствие на разразила се престрелка Вранас и почти цялата му чета са избити. Неговият заместник Антониос Цитурас, макар и ранен, успява да избяга от обкръжението.